# Tadeusz Dembończyk
Tadeusz Dembończyk (Tarnowskie Góry, 23 dicembre 1955 – Tarnowskie Góry, 11 febbraio 2004) è stato un sollevatore polacco che ha gareggiato nella categoria dei pesi gallo (fino a 56 kg.).

## Biografia
Ha partecipato alle Olimpiadi di Mosca 1980 vincendo la medaglia di bronzo con 265 kg. nel totale, terminando dietro il cubano Daniel Núñez (275 kg.) ed il sovietico Yourik Sargsyan (270 kg.). Questa competizione olimpica era valida anche come Campionato mondiale.
Ai Campionati mondiali di sollevamento pesi, oltre al bronzo del 1980, ha vinto un'altra medaglia di bronzo nell'edizione di Salonicco 1979, mentre ai Campionati europei ha vinto due medaglie d'argento a Stoccarda 1977 e a Varna 1979. L'edizione del 1977 si è disputata, in unica competizione, all'interno del Campionato mondiale, per il quale Dembończyk si è classificato al 4º posto.
Nel 1981 Dembończyk concluse la sua carriera sportiva a seguito di un incidente motociclistico.